# Libštát
Libštát là một làng thuộc huyện Semily, vùng Liberecký, Cộng hòa Séc.